# بني مطر (ذمار)
بني مطر هي إحدى قرى الجمهورية اليمنية. تتبع جغرافيا لمحافظة ذمار وإداريًا لمديرية عتمة. يبلغ تعداد سكانها 1327 نسمة حسب الإحصاء الذي أجري عام 2004.

## روابط خارجية
- World Gazetteer:Yemen
- الجهاز المركزي للإحصاء بالجمهورية اليمنية
- المركز الوطني للمعلومات باليمن